# Az Aggteleki-karszt és a Szlovák-karszt barlangjai
Magyarország és Szlovákia közös felterjesztése alapján 1995-ben kerültek az UNESCO világörökség listájára a Gömör–Tornai-karszt, tehát az Aggteleki-karszt és a Szlovák-karszt (Tornai-karszt) barlangjai.

## Leírás
A két ország (Magyarország – Szlovákia) határvidékének barlangjaiban nemcsak egyedülálló természeti, de gazdag kultúrtörténeti értékeket is találhatunk. A döntésnél figyelembe vették a természeti formák rendkívüli változatosságát, komplexitását és viszonylagos érintetlenségét. A terület jelenleg ismert 712 barlangjából 273 nyílik Magyarországon. A mintegy 2 millió éve kialakult barlangok rendkívül változatosak: a legtöbb folyóvizes eredetű, de akad itt a beszivárgó vizek oldó hatására kialakult zsomboly (aknabarlang) és a mélyből feltörő vizek által formált barlang is. A listát 2000-ben bővítették ki a Dobsinai-jégbarlanggal.

## A világörökség listáján szereplő barlangok
| Név                                                | Ország       | Település        | Felvétel éve |
| -------------------------------------------------- | ------------ | ---------------- | ------------ |
| Almási-zsomboly                                    | Magyarország | Bódvaszilas      | 1995         |
| Bába-völgyi 1. sz. víznyelőbarlang                 | Magyarország | Szögliget        | 1995         |
| Bába-völgyi 2. sz. víznyelő barlangja              | Magyarország | Szögliget        | 1995         |
| Bába-völgyi 3. sz. víznyelőbarlang                 | Magyarország | Bódvaszilas      | 1995         |
| Bába-völgyi 4. sz. víznyelőbarlang                 | Magyarország | Bódvaszilas      | 1995         |
| Babot-kúti 1. sz. inaktív forrásbarlang            | Magyarország | Jósvafő          | 1995         |
| Babot-kúti 2. sz. inaktív forrásbarlang            | Magyarország | Jósvafő          | 1995         |
| Babot-kúti-forrásbarlang                           | Magyarország | Aggtelek         | 1995         |
| Banán-zsomboly                                     | Magyarország | Bódvaszilas      | 1995         |
| Baradla–Domica-barlangrendszer                     | Magyarország | Jósvafő          | 1995         |
| Baradla Hosszú-Alsó-barlang                        | Magyarország | Jósvafő          | 1995         |
| Baradla Rövid-Alsó-barlang                         | Magyarország | Jósvafő          | 1995         |
| Baradla-tetői-zsomboly                             | Magyarország | Aggtelek         | 1995         |
| Béke-barlang                                       | Magyarország | Aggtelek         | 1995         |
| Borsodi-zsomboly                                   | Magyarország | Tornanádaska     | ?            |
| Borz-barlang                                       | Magyarország | Szögliget        | 1995         |
| Búbánat-zsomboly                                   | Magyarország | Komjáti          | 1995         |
| Bújócska-barlang                                   | Magyarország | Bódvaszilas      | 1995         |
| Cickány-zsomboly                                   | Magyarország | Bódvaszilas      | 1995         |
| Csapás-tetői-barlang                               | Magyarország | Szinpetri        | 1995         |
| Csempész-barlang                                   | Magyarország | Szögliget        | 1995         |
| Csörgő-forrásbarlang                               | Magyarország | Szögliget        | 1995         |
| Danca-barlang                                      | Magyarország | Égerszög         | 1995         |
| Darázs-lyuka                                       | Magyarország | Bódvaszilas      | ?            |
| Egér-lyuk                                          | Magyarország | Szögliget        | 1995         |
| Eger-zsomboly                                      | Magyarország | Aggtelek         | 1995         |
| Esztramosi Felső-táró 2. sz. ürege                 | Magyarország | Tornaszentandrás | 1995         |
| Esztramosi Földvári Aladár-barlang                 | Magyarország | Bódvarákó        | 1995         |
| Favágó-zsomboly                                    | Magyarország | Bódvaszilas      | 1995         |
| Fazekas-zsomboly                                   | Magyarország | Komjáti          | 1995         |
| Fenyves-zsomboly                                   | Magyarország | Bódvaszilas      | 1995         |
| Frank-barlang                                      | Magyarország | Bódvaszilas      | 1995         |
| Gőte-zsomboly                                      | Magyarország | Bódvaszilas      | 1995         |
| Hosszú-tetői-barlang                               | Magyarország | Szögliget        | 1995         |
| Iker-zsomboly                                      | Magyarország | Bódvaszilas      | 1995         |
| Imolai-ördöglyuk                                   | Magyarország | Imola            | 1995         |
| Iskola-zsomboly                                    | Magyarország | Bódvaszilas      | 1995         |
| Játék-barlang                                      | Magyarország | Bódvaszilas      | ?            |
| Jóbarát-zsomboly                                   | Magyarország | Bódvaszilas      | 1995         |
| Kalap-zsomboly                                     | Magyarország | Komjáti          | 1995         |
| Káposztás-kerti 1. sz. barlang                     | Magyarország | Szögliget        | 1995         |
| Karácsony-zsomboly                                 | Magyarország | Bódvaszilas      | 1995         |
| Keserű-barlang                                     | Magyarország | Szögliget        | ?            |
| Kifli-zsomboly                                     | Magyarország | Bódvaszilas      | 1995         |
| Kopaszgally-oldali 2. sz. víznyelőbarlang          | Magyarország | Bódvaszilas      | 1995         |
| Kopasz-vigasz-barlang                              | Magyarország | Bódvaszilas      | 1995         |
| Kossuth-barlang                                    | Magyarország | Jósvafő          | 1995         |
| Körte-zsomboly                                     | Magyarország | Komjáti          | 1995         |
| Kuriszlánfői-zsomboly                              | Magyarország | Jósvafő          | 1995         |
| Kuriszláni-beszakadás                              | Magyarország | Jósvafő          | 1995         |
| Magas-tetői-barlang                                | Magyarország | Szögliget        | 1995         |
| Meteor-barlang                                     | Magyarország | Bódvaszilas      | 1995         |
| Moszkitós-zsomboly                                 | Magyarország | Bódvaszilas      | ?            |
| Nádaskai-zsomboly                                  | Magyarország | Tornanádaska     | 1995         |
| Nászút-barlang                                     | Magyarország | Bódvaszilas      | 1995         |
| Néti-lyuk                                          | Magyarország | Aggtelek         | 1995         |
| Nóra-lyuk                                          | Magyarország | Bódvaszilas      | ?            |
| November 7-zsomboly                                | Magyarország | Bódvaszilas      | 1995         |
| Pócsakői-víznyelő                                  | Magyarország | Bódvaszilas      | 1995         |
| Por-lyuk                                           | Magyarország | Jósvafő          | 1995         |
| Pötty-zsomboly                                     | Magyarország | Bódvaszilas      | 1995         |
| Rákóczi 1. sz. barlang                             | Magyarország | Tornaszentandrás | 1995         |
| Rákóczi 2. sz. barlang                             | Magyarország | Tornaszentandrás | 1995         |
| Rákóczi 3. sz. barlang                             | Magyarország | Tornaszentandrás | 1995         |
| Rákóczi-oldaltáró barlangja                        | Magyarország | Tornaszentandrás | 1995         |
| Rejtek-zsomboly                                    | Magyarország | Szögliget        | 1995         |
| Rőt-kúti Dreher-zsomboly                           | Magyarország | Komjáti          | 1995         |
| Soltész-zsomboly                                   | Magyarország | Bódvaszilas      | 1995         |
| Szabadság-barlang                                  | Magyarország | Égerszög         | 1995         |
| Szabó-pallagi-zsomboly                             | Magyarország | Bódvaszilas      | 1995         |
| Szádvári-barlang                                   | Magyarország | Szögliget        | 1995         |
| Szarvasól-barlang                                  | Magyarország | Aggtelek         | 1995         |
| Széki-zsomboly                                     | Magyarország | Bódvaszilas      | 1995         |
| A Szögligettől északra lévő bánya barlangja        | Magyarország | Szögliget        | ?            |
| Tektonik-zsomboly                                  | Magyarország | Bódvaszilas      | 1995         |
| Teresztenyei-forrásbarlang                         | Magyarország | Teresztenye      | 1995         |
| Töbör-alji-hasadék                                 | Magyarország | Bódvaszilas      | 1995         |
| Töltényes-zsomboly                                 | Magyarország | Komjáti          | 1995         |
| Tücsök-lyuk                                        | Magyarország | Jósvafő          | 1995         |
| Útmenti-zsomboly                                   | Magyarország | Bódvaszilas      | 1995         |
| Vass Imre-barlang                                  | Magyarország | Jósvafő          | 1995         |
| Vecsem árvízi forrásszáj                           | Magyarország | Bódvaszilas      | 1995         |
| Vecsembükki-zsomboly                               | Magyarország | Bódvaszilas      | 1995         |
| Zsozsóka-zsomboly                                  | Magyarország | Bódvaszilas      | 1995         |
| Baradla–Domica-barlangrendszer                     | Szlovákia    | Kecső            | 1995         |
| Vaddisznó-zsomboly                                 | Szlovákia    | Pelsőc           | 1995         |
| Somodi-barlang                                     | Szlovákia    | Somodi           | 1995         |
| Gombaszögi-barlang – Szilicei-jégbarlang rendszere | Szlovákia    | Szalóc, Szilice  | 1995         |
| Körtvélyesi-barlang                                | Szlovákia    | Körtvélyes       | 1995         |
| Jászói-barlang                                     | Szlovákia    | Jászó            | 1995         |
| Krasznahorkai-barlang                              | Szlovákia    | Várhosszúrét     | 1995         |
| Martonházi-aragonitbarlang                         | Szlovákia    | Martonháza       | 1995         |
| Óriás-zsomboly                                     | Szlovákia    | Szádalmás        | 1995         |
| Köves-patak-barlang – Kunia-zsomboly rendszere     | Szlovákia    | Áj               | 1995         |
| Hólyuk-barlang                                     | Szlovákia    | Barka            | 1995         |
| Csengő-zsomboly                                    | Szlovákia    | Pelsőc           | 1995         |
| Dobsinai-jégbarlang                                | Szlovákia    | Dobsina          | 2000         |

## Lásd még
- Aggteleki Nemzeti Park